# Mraha wa tso
 (octobre 2024).
 (septembre 2024).
 (septembre 2024).
La mise en forme du texte ne suit pas les recommandations de Wikipédia : il faut le « wikifier ».
Les points d'amélioration suivants sont les cas les plus fréquents. Le détail des points à revoir est peut-être précisé sur la page de discussion.
- Les titres sont pré-formatés par le logiciel. Ils ne sont ni en capitales, ni en gras.
- Le texte ne doit pas être écrit en capitales (les noms de famille non plus), ni en gras, ni en italique, ni en « petit »…
- Le gras n'est utilisé que pour surligner le titre de l'article dans l'introduction, une seule fois.
- L'italique est rarement utilisé : mots en langue étrangère, titres d'œuvres, noms de bateaux, etc.
- Les citations ne sont pas en italique mais en corps de texte normal. Elles sont entourées par des guillemets français : « et ».
- Les listes à puces sont à éviter, des paragraphes rédigés étant largement préférés. Les tableaux sont à réserver à la présentation de données structurées (résultats, etc.).
- Les appels de note de bas de page (petits chiffres en exposant, introduits par l'outil «  Source ») sont à placer entre la fin de phrase et le point final[comme ça].
- Les liens internes (vers d'autres articles de Wikipédia) sont à choisir avec parcimonie. Créez des liens vers des articles approfondissant le sujet. Les termes génériques sans rapport avec le sujet sont à éviter, ainsi que les répétitions de liens vers un même terme.
- Les liens externes sont à placer uniquement dans une section « Liens externes », à la fin de l'article. Ces liens sont à choisir avec parcimonie suivant les règles définies. Si un lien sert de source à l'article, son insertion dans le texte est à faire par les notes de bas de page.
- La présentation des références doit suivre les conventions bibliographiques. Il est recommandé d'utiliser les modèles {{Ouvrage}}, {{Chapitre}}, {{Article}}, {{Lien web}} et/ou {{Bibliographie}}. Le mode d'édition visuel peut mettre en forme automatiquement les références.
- Insérer une infobox (cadre d'informations à droite) n'est pas obligatoire pour parachever la mise en page.

Pour une aide détaillée, merci de consulter Aide:Wikification.
Si vous pensez que ces points ont été résolus, vous pouvez retirer ce bandeau et améliorer la mise en forme d'un autre article.
Le mraha wa tso également appelé "le jeu avec des graines" en français, est un jeu traditionnel africain particulièrement apprécié dans les Comores et à Mayotte. Les règles du jeu varient en fonction des régions où il se pratique.
Les joueurs se positionnent en face d'un tablier (planche en bois avec une série linéaire de creux) où ils s'échangent à tour de rôle des graines en bois. Une fois qu'un des deux joueurs a vidé toutes les graines de la rangée interne adverse, alors le jeu se termine.

## Histoire
Il serait apparu il y a plus de 3000 durant l'antiquité et se serait propagé dans le monde entier tout en connaissant des évolutions en fonction de son aire géographique. On le retrouve ainsi en Afrique, en Asie et dans les Caraïbes. Connaissant un fort succès dans l'archipel comoriens, il continue à être pratiquer de nos jours par toutes les tranches de générations. Traditionnellement, le mraha wa tso se joue dans de petits trous creusés dans le sol. Les graines normalement issues de l’arbuste Caesalpinia Crista ou Caesalpinia Bonducella peuvent être remplacées par des cailloux.
De nos jours on distingue deux versions majeures du mraha wa tso :
- Une première version qui inclut un tablier avec deux rangées, présente en Afrique non-Bantou.
- Une deuxième version avec un tablier  à quatre rangées, présente en Afrique Bantou. Toutefois, cette deuxième version connait des règles qui varient en fonction des régions.

## Principes
Ce jeu est pratiqué en plein air dans une atmosphère conviviale.
Afin de s'assurer que le nombre suffisant de graines soit disponible, les joueurs débutent toujours par déposer deux graines dans chacune des cases de leur rangée.
Une fois fait, l'ensemble des graines est redistribué dans la pioche.
Les deux joueurs disposent également au sein de leur rangée interne une case spéciale appelée la "Nymba", la maison.
Cette dernière est "pleine" au début du jeu lorsque six graines y sont présentes.
Il n'y a pas d'ordre pré-établi pour débuter la partie. Les deux joueurs se mettent d'accord sur celui qui commence.